# Lúcio Névio Surdino
Lúcio Névio Surdino (em latim: Lucius Naevius Surdinus) foi um político romano nomeado cônsul sufecto em 30 com Caio Cássio Longino. Surdino era membro da gente plebeia dos Névios. Seu pai, de mesmo nome, foi pretor peregrino em 9 a.C.